# Valvă aortică

Anatomia inimii umane:
1. Atriul drept; 2. Atriul stâng; 3. Vena cavă superioară; 4.Aorta; 5. Artera pulmonară; 6. Vena pulmonară; 7. Valva mitrală; 8. Valva aortică; 9. Ventriculul stâng; 10. Ventriculul drept; 11. Vena cavă inferioară; 12. Valva tricuspidă; 13. Valva pulmonară

Valva aortică este una din valvele inimii. În general este tricuspidă (formată din trei cuspide semilunare având forma unor buzunare), cu toate că la 1% din populație este congenital bicuspidă (cu două cuspide).
Valva aortică este situată între ventriculul stâng și aortă.

## Funcție și fiziologie

Videoclip arătând funcţionarea valvei aortice la un porc viu.

Valva aortică permite trecerea sângelui din ventriculul stâng în aortă în timpul sistolei ventriculare, atunci când presiunea în ventriculul stâng devine mai mare decât presiunea din aortă. Atunci când sistola ventriculară se sfârșește, presiunea în ventriculul drept scade rapid, presiunea aortică forțând închiderea valvei aortice și împiedicând sângele să se întoarcă din aortă în ventricul.
Închidere a valvei aortice contribuie la formarea componentei A2 a zgomotelor cardiace.

## Bolile valvei aortice

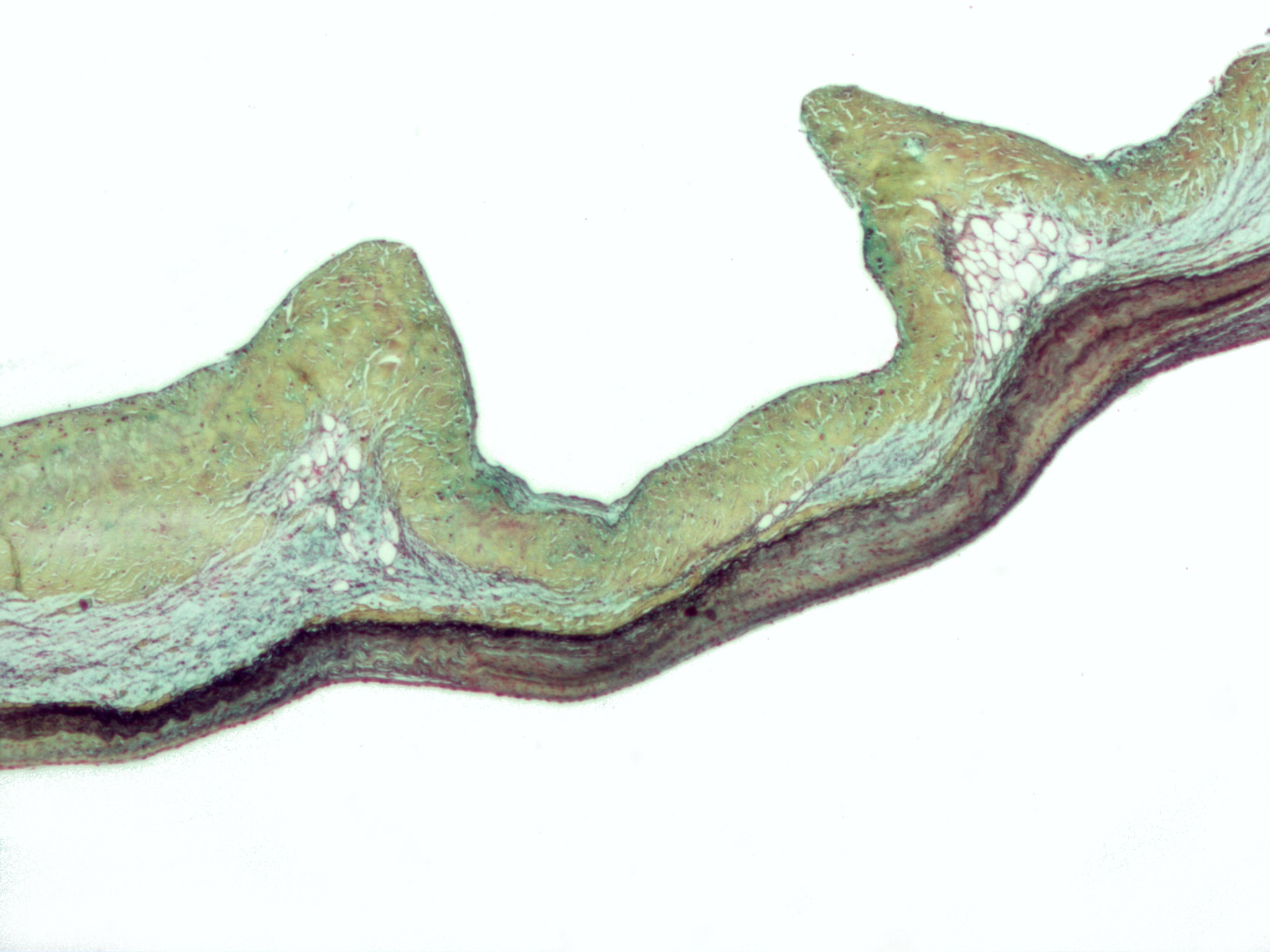
Imaginea microscopică a unei degenerări mixomatoase de valvă aortică.